# Liste des monuments historiques d'Anvers/Kiel
Cette page regroupe l'ensemble des monuments classés du quartier de Kiel dans la ville d'Anvers.

## Monuments
| Objet                                                                                   | Statut du classement? | Année de construction/architecte | Section communale | Adresse                    | Coordonnées                      | Numéro d'inventaire | Illustration |
| --------------------------------------------------------------------------------------- | --------------------- | -------------------------------- | ----------------- | -------------------------- | -------------------------------- | ------------------- | ------------ |
| (nl) Stadsfeestzaal Kiel                                                                |                       |                                  | Anvers            | Sint-Bernardsesteenweg 111 | 51° 11′ 26″ nord, 4° 22′ 48″ est | 7541                | Téléverser   |
| (nl) Houten woning                                                                      |                       |                                  | Anvers            | Sint-Bernardsesteenweg 230 | 51° 11′ 35″ nord, 4° 22′ 49″ est | 7542                | Téléverser   |
| (nl) Parochiekerk Sint-Catharina                                                        |                       |                                  | Anvers            | Sint-Catharinaplein        | 51° 11′ 35″ nord, 4° 22′ 46″ est | 7543                | Téléverser   |
| (nl) Stedelijke Technische School                                                       |                       |                                  | Anvers            | Sint-Bernardsesteenweg 320 | 51° 11′ 26″ nord, 4° 22′ 41″ est | 7545                | Téléverser   |
| (nl) Pastorie                                                                           |                       |                                  | Anvers            | Sint-Catharinaplein        | 51° 11′ 35″ nord, 4° 22′ 48″ est | 7547                | Téléverser   |
| (nl) "Prelaathof", thans klooster van de zusters annonciaden                            |                       |                                  | Anvers            | Wittestraat 116            | 51° 11′ 16″ nord, 4° 22′ 59″ est | 7757                | Téléverser   |
| (nl) Lot XI - Bedrijfsgebouwen van de Belgian Benzine Company                           | Oui                   |                                  | Anvers            | D'Herbouvillekaai          | 51° 11′ 52″ nord, 4° 21′ 18″ est | 201193              | Téléverser   |
| (nl) Lot XI - Bedrijfsgebouwen van de Belgian Benzine Company                           | Oui                   |                                  | Anvers            | D'Herbouvillekaai 100      | 51° 11′ 52″ nord, 4° 21′ 18″ est | 201193              | Téléverser   |
| (nl) Lot XI - Bedrijfsgebouwen van de Belgian Benzine Company                           | Oui                   |                                  | Anvers            | Lakweg                     | 51° 11′ 52″ nord, 4° 21′ 18″ est | 201193              | Téléverser   |
| (nl) Lot XI - Bedrijfsgebouwen van de Belgian Benzine Company                           | Oui                   |                                  | Anvers            | Naftaweg                   | 51° 11′ 52″ nord, 4° 21′ 18″ est | 201193              | Téléverser   |
| (nl) Kaaimuur van de Scheldekaaien met meerpalen                                        |                       |                                  | Anvers            | D'Herbouvillekaai          |                                  | 211470              | Téléverser   |
| (nl) Havenhekwerk en linden langs de Scheldekaaien                                      |                       |                                  | Anvers            | D'Herbouvillekaai          |                                  | 211471              | Téléverser   |
| (nl) Atoombunkers                                                                       |                       |                                  | Anvers            | D'Herbouvillekaai          |                                  | 211472              | Téléverser   |
| (nl) Atoombunkers                                                                       |                       |                                  | Anvers            | Naftaweg                   |                                  | 211472              | Téléverser   |
| (nl) Atoombunkers                                                                       |                       |                                  | Anvers            | Petroleumkaai              |                                  | 211472              | Téléverser   |
| (nl) Wachthuis brandweer                                                                |                       |                                  | Anvers            | D'Herbouvillekaai 36       |                                  | 212390              | Téléverser   |
| (nl) Draaitorenkraan                                                                    |                       |                                  | Anvers            | D'Herbouvillekaai          |                                  | 212392              | Téléverser   |
| (nl) Afdak 4 langs de d'Herbouvillekaai                                                 |                       |                                  | Anvers            | D'Herbouvillekaai          |                                  | 212399              | Téléverser   |
| (nl) Petroleumpier                                                                      |                       |                                  | Anvers            | Petroleumkaai              |                                  | 213448              | Téléverser   |
| (nl) Lot A - Bedrijfsgebouwen van de Société pour l'importation des Huiles de Graissage |                       |                                  | Anvers            | Petroleumkaai 7            |                                  | 213449              | Téléverser   |
| (nl) Houtenaanlegsteiger                                                                |                       |                                  | Anvers            | Petroleumkaai              |                                  | 213450              | Téléverser   |
| (nl) Vlottende petroleumpier                                                            |                       |                                  | Anvers            | Petroleumkaai              |                                  | 213451              | Téléverser   |
| (nl) Lot D - Bedrijfsgebouwen Redeventza en Transport en Handel Maatschappij            |                       |                                  | Anvers            | Petroleumkaai 11           |                                  | 213455              | Téléverser   |
| (nl) Ketelhuis en schoorsteen                                                           |                       |                                  | Anvers            | Benzineweg                 |                                  | 213457              | Téléverser   |
| (nl) Bovengrondse pijpleidingen                                                         |                       |                                  | Anvers            | Lakweg                     |                                  | 213459              | Téléverser   |
| (nl) Bovengrondse pijpleidingen                                                         |                       |                                  | Anvers            | Mazoutweg                  |                                  | 213459              | Téléverser   |
| (nl) Bovengrondse pijpleidingen                                                         |                       |                                  | Anvers            | Naftaweg                   |                                  | 213459              | Téléverser   |
| (nl) Bovengrondse pijpleidingen                                                         |                       |                                  | Anvers            | Petroleumkaai              |                                  | 213459              | Téléverser   |
| (nl) Werkplaats American Petroleum Company                                              |                       |                                  | Anvers            | Olieweg 8                  |                                  | 213460              | Téléverser   |
| (nl) Lot I - Bedrijfsgebouwen American Petroleum Company                                |                       |                                  | Anvers            | Lakweg 23                  |                                  | 213464              | Téléverser   |
| (nl) Magazijn voor toldienst                                                            |                       |                                  | Anvers            | D'Herbouvillekaai 43       |                                  | 213469              | Téléverser   |
| (nl) Schoorsteen en torentje tussen spoorwegbundels                                     |                       |                                  | Anvers            | D'Herbouvillekaai          |                                  | 213470              | Téléverser   |
| (nl) Loods ATAB                                                                         |                       |                                  | Anvers            | D'Herbouvillekaai 80       |                                  | 213472              | Téléverser   |
| (nl) Lot C - Loodsen en complex met schoorsteen                                         |                       |                                  | Anvers            | D'Herbouvillekaai 103      |                                  | 213474              | Téléverser   |
| (nl) Lot IX: Bedrijfsgebouwen van L'Alliance                                            |                       |                                  | Anvers            | Lakweg 16                  |                                  | 213477              | Téléverser   |
| (nl) Lot IX: Bedrijfsgebouwen van L'Alliance                                            |                       |                                  | Anvers            | Lakweg 20                  |                                  | 213477              | Téléverser   |
| (nl) Werkplaats en tanks van de Bedford Petroleum Company                               |                       |                                  | Anvers            | D'Herbouvillekaai          |                                  | 213479              | Téléverser   |
| (nl) Werkplaats en tanks van de Bedford Petroleum Company                               |                       |                                  | Anvers            | D'Herbouvillekaai 94       |                                  | 213479              | Téléverser   |
| (nl) Werkplaats Vacuum Oil Company                                                      |                       |                                  | Anvers            | Olieweg 4                  |                                  | 213642              | Téléverser   |

## Ensembles architecturaux
| Objet                 | Statut du classement? | Année de construction/architecte | Section communale | Adresse | Coordonnées | Numéro d'inventaire | Illustration |
| --------------------- | --------------------- | -------------------------------- | ----------------- | --- | ----------- | ------------------- | ------------ |
| (nl) Wooneenheid Kiel |                       |                                  | Anvers            | Aloïs De Laetstraat 2-8 en 12 Emiel Vloorsstraat 11 Evert Larockstraat 1 Frans Hensstraat 2 en 44 Maurits Sabbelaan 54 |             | 26553               | Téléverser   |